# Château-sur-Allier
Château-sur-Allier é uma comuna francesa na região administrativa de Auvérnia-Ródano-Alpes, no departamento Allier. Estende-se por uma área de 29,71 km². Em 2010 a comuna tinha 181 habitantes (densidade: 6,1 hab./km²).